# Torpedo
Torpedo je podolgovat vodljiv ali nevodljiv izstrelek namenjen uničevanju ladij in drugih plovil. Beseda izvira iz latinske besede torpere, ki pomeni paralizirati, ohromiti. Izstreljuje se jih lahko z ladij, podmornic, letal, obalnih fortifikacij, helikopterjev in drugih platform.
Do prve svetovne vojne se je izraz uporabljal za vsa bojna sredstva, ki so bila namenjena pomorskemu bojevanju, kasneje pa se ta sredstva natančneje kategorizira.

## Zgodovina
Prvi torpedi so bili v bistvu pomorske mine, ki so jih ladje vlekle za seboj na dolgih jeklenicah in jih detonirale, ko so se nahajale pod trupom sovražne ladje. Kasneje, v ameriški državljanski vojni, so take mine nameščali na dolge drogove pred premec ladje in jih prav tako detonirali, ko so se približali sovražnemu plovilu.
Torpedo podobne oblike in ustroja, kot ga poznamo danes je izumil hrvaški upokojeni častnik v Avstrijski vojni mornarici, Ivan Lupis-Vukić, leta 1860. Prvič je bil predstavljen istega leta v Reki, uradna demonstracija pa je bila leta 1866. Prva tovarna, ki je izdelovala torpede je bila zgrajena v Reki, ustanovil pa jo je angleški industrialec Robert Whitehead za potrebe Avstro-Ogrske vojne mornarice. Uradno se je torpedo takrat imenoval Minenschiff (dobesedno ladja-mina).
Projektil je imel končno hitrost okoli 6 vozlov, maksimalen doseg pa okoli 900 m. Pogon mu je omogočal stisnjen zrak v trupu, ki je poganjal motor z notranjim zgorevanjem, ta pa vijak, pritrjen na koncu trupa. Bojna glava je bila napolnjena z gloksilinom. Leta 1881 so začeli torpede izvažati tudi v druge države po svetu, hkrati pa so jih tudi izpopolnjevali.
Leta 1891 je Whitehead odprl novo tovarno v Angliji, kjer je začel izdelovati tudi prve vodljive torpede, ki jih je usmerjal giroskop, nameščen v trupu. 
Prva ladja, potopljena s pomočjo sodobnega torpeda, je bila Blanco Encalada, ki jo je v čilenski državljanski vojni 23. aprila 1891 potopil torpedni čoln Lynch.
Med prvo svetovno vojno je postal torpedo osnovno orožje podmornic, njegov razvoj pa je hitro napredoval. Pojavijo se že prvi radijsko vodeni torpedi in prvi samovodljivi torpedi, ki za usmerjanje uporabijo zvok, ki ga proizvajajo ladijski motorji. Med prvo svetovno vojno je nemška mornarica z podmornicami, ki so imele velike in odlične torpede, z njimi potopila na stotine ladij. Med najbolj znanim torpediranjem je prišlo 7. maja 1915, ko je nemška podmornica U-20 z enim samim torpedom potopila britansko potniško prekooceansko ladjo RMS Lusitania, na kateri je umrlo 1.198 ljudi. Italijanska mornarica je proti koncu vojne uspešno uporabila t. i. Mignatta torpedo, ki sta ga vodila dva potapljača s pomočjo instrumentov, ta pa sta nato na sovražnikovo plovilo pritrdila eksplozivno sredstvo. 
Do izbruha druge svetovne vojne je nato razvoj skoraj povsem zastal, med vojno pa spet pride do novih izboljšav na tem področju. Bistvenih sprememb v samem ustroju torpedov tako ni bilo, pojavi se le nekaj novosti. Japonci izumijo torpedo, ki namesto stisnjenega zraka uporablja komprimiran čisti kisik. Poveča se tudi doseg, natančnost in hitrost torpedov, zelo pa se poveča tudi uničevalna moč z zamenjavo eksplozivnih zmesi v glavi torpeda.

## Pogonska sredstva v torpedih
Poznamo več načinov za poganjanje vijaka torpedov.
- torpedi na stisnjen zrak
- torpedi na ogrevan stisnjen zrak
- torpedi na kombiniran pogon (ogrevan stisnjen zrak in paro)
- torpedi na stisnjen kisik

## Način vodenja
Torpedi so lahko vodljivi ali nevodljivi. Vodenje lahko poteka s pomočjo magnetnega polja, zvoka, radijskih valov, človeške posadke, sonarja in drugih sredstev.